# PZL M-15 Belphegor
Mielec М-15 — реактивний спеціалізований сільськогосподарський літак, розроблений радянським конструктором Реоміром Адамовичем Ізмайловим, що вироблявся в Польщі в 1970-ті роки на замовлення СРСР.

## Історія створення
В середині 1960-х рр., з приходом на посаду Голови Ради Міністрів СРСР Олексія Косигіна, в СРСР стала реалізовуватися програма модернізації народного господарства. Курс на індустріалізацію сільського господарства передбачав збільшення обсягів авіаційно-хімічних робіт (АХР), створення більш продуктивного сільськогосподарського літака на заміну Ан-2. Але серйозно підвищити продуктивність Ан-2 було неможливо, це показала експлуатація Ан-2М.
У 1964 р. авіазавод у м. Арсеньєв почав серійне виробництво рекордного планера А-15 і літака Ан-14 «Бджілка». Для супроводу виробництва при заводі було організовано представництво «поштової скриньки-4» (назва АНТК імені Олега Антонова, що застосовувалося у відкритому листуванні) на чолі з начальником бригади легкомоторної авіації Р. А. Ізмайловим. Хоча основним завданням представництва було супровід серійного виробництва Ан-14 і А-15, конструктори проявили ініціативу і стали займатися проектом сільськогосподарського літака. Вони продовжили збір і вивчення інформації по існуючим в світі машинам такого призначення. Однак, оскільки ніде більше АХР не виконувалися в таких величезних масштабах, як в СРСР, зібрана статистика не могла дати багато корисного. Переважна більшість сільськогосподарської авіації мало значно меншу вантажопідйомність, ніж Ан-2. Але для сухих продуктів всі вони застосовували тунельні розпилювачі (тобто викидали хімікати в потік, що набігає сформований конструкцією підвішеною під фюзеляжем). Залежно від висоти і швидкості польоту, конструкції розрилювача і потрібної кількості хімікатів, що вносяться на один гектар поля, ширина смуги була різною і варіювалася між 10 і 25 метрами. Цей параметр називається «ширіна захоплення». Щоб підвищити продуктивність літака, потрібно було значно збільшити ширину захоплення.
В основному АХР вироблялися у 1960-х рр. в сухому вигляді, деякі хімікати (навіть отрутохімікати) виготовлялися в порошкоподібному або кристалічному вигляді. Причому кількість речовини, що вноситься в ґрунт, вимірювалося десятками і сотнями кілограмів на гектар. Тому роботі з сухими речовинами конструктори приділили свою головну увагу. Ширина захоплення сильно залежить від стану розсіюваної речовини. У 1960-х рр. радянській хімічній промисловості була поставлена задача виробляти хімікати в такому вигляді, який би забезпечував їхнє надійне зберігання і доставку до місця призначення. Однак ця вимога не виконувалося, що було дуже слабким місцем у всій агроіндустрії. Не тільки літак, але і трактор не міг рівномірно внести в ґрунт хімікат, якщо він являв собою злиплий ком вагою в десятки кілограмів. Рішення проблеми полягало у виготовленні хімікатів в гранульованому вигляді і доставці їх до місця застосування в герметичній упаковці.
Було вирішено орієнтуватися саме на гранульовані хімікати, так як в цьому випадку проблема радикального збільшення ширини захоплення, а отже, продуктивності, може бути вирішена за допомогою пневмотранспорту: тверді частинки можна «вистрілювати» в сторони від лінії польоту через сопла, розташовані в повітряному каналі уздовж розмаху крила. Потрібно мати лише джерело стисненого повітря. Чим більше швидкості вистреливания, тим далі летить частинка. А проблему забезпечення рівномірності покриття поля речовиною припускали вирішити підбором поперечного перерізу сопла та місця його установки на загальному повітряному каналі. У разі застосування рідких хімікатів резерв збільшення ширини захоплення традиційно бачили в підвищенні тиску за насосом, що подає розчин у штанговий обприскувач.
Окрім збільшення ширини захоплення, необхідно було збільшити вантажопідйомність літака принаймні до 2000—2200 кг речовини, щоб при великих витратах хімікату не доводилося занадто часто повертатися на базу для завантаження, адже політ порожняком тільки знижує ефективність літака.
В лютому 1970 року був виданий наказ МАП № 61 про створення при Арсеньєвському авіазаводі нового ДКБ з спеціалізацією в сільгоспавіації. Його головним конструктором призначили Р. А. Ізмайлова. Практично всі фахівці антоновського філії, що знаходилися в Арсеньєві, приєдналися до нього, створивши кістяк майбутнього колективу. ЦАГІ, ЦІАМ, ВІАМ і НІАТ отримали вказівку надати підтримку новому ДКБ. Додатково в Арсеньєв направили групу добровольців, зібрану з різних конструкторських організацій, і молодих випускників авіаційних вузів.
Робота над новою машиною пішла відразу з багатьох напрямків. Міністерство цивільної авіації доручило ДержНДІ ГА розробити тактико-технічні вимоги (ТТВ), основними з яких були: збільшення продуктивності не менше, ніж в два рази в порівнянні з Ан-2, зниження собівартості авіахімробіт не менше, ніж на 30 %, збільшення вантажопідйомності літака до 2200—2400 кг, впровадження новітніх методів техобслуговування та діагностики. Після тривалих суперечок за деякими пунктами Міністр цивільної авіації Б. П. Бугаєв затвердив ці ТТВ 3 лютого 1972 року.

### Концепція
Незважаючи на повну оригінальність концепції майбутнього літака, який пропонувалося будувати фактично навколо системи пневмотранспорту гранульованих хімікатів, головне питання проекту полягало у пошуку двигуна для нового літака. Радянське моторобудування пропонувало такі варіанти:
- поршневий  АШ-62ІР потужністю 1000 к.с. (стояв на Ан-2 і Ан-2М, однак його потужності було недостатньо для літака вантажопідйомністю 2000 кг);
- турбогвинтовий  ТВД-10А потужністю близько 1000 к.с (явно недостатньою потужністю, на момент проектування двигун ще не вироблявся серійно));
- турбогвинтовий АІ-24 потужністю 2550 к.с. (великою сухий маса — 600 кг, і це без гвинта).
- турбореактивний двоконтурний АІ-25 потужністю 1500 к.с.

Розглянувши всі «за» і «проти» було вирішено встановити на новий літак двигун АІ-25 (хоча це було дуже незвично). Згодом це стало основним джерелом критичних зауважень на адресу літака.
Аргументи на користь двигуна АІ-25:
- підходяща розмірність;
- виготовлявся серійно, мав хороший ресурс — близько 6000 год., не дуже важкий — близько 300 кг;
- відсутність повітряного гвинта підвищує безпеку персоналу при роботі на польових аеродромах;
- дозволяє відбирати достатня кількість стисненого повітря від обох контурів для роботи пневмотранспорту, привода гідронасоса та вентиляції кабіни.

Аргументи проти застосування АІ-25:
- більший, ніж у турбогвинтового двигуна, питома витрата палива;
- гірші злітно-посадочні характеристики, ніж у літака з ТВД, оскільки відсутній обдування крила повітряним гвинтом;
- відсутність даних про вплив реактивного сліду на шлейф хімікатів;
- невідомо, як буде себе вести при попаданні в нього отрутохімікатів і пилу при польоті на малій висоті.

Загальна логіка компонування нового літака була така:
- двигун потрібно розмістити подалі від поверхні землі, щоб виключити потрапляння в нього сторонніх предметів і частинок ґрунту, а також максимально зменшити ерозію ґрунту гарячої вихлопної струменем;
- помістивши двигун над кабіною пілота, можна позбутися від довгого вхідного каналу і вихлопної труби, знизивши вагу конструкції і втрати тяги;
- для виключення попадання вихлопної струменя на елементи конструкції доцільно застосувати двобалочну схему і П-подібне хвостове оперення;
- рознесення баків знижують можливість попадання хімікатів в кабіну пілота та збільшує ширину захвату і дає перевагу в часі заправки хімікатами, оскільки заправку можна вести паралельно;
- канал повітряного транспортування сухих гранульованих хімікатів потрібно сховати всередину нижнього крила, а обшивку цього крила зробити зі склопластику для підвищення корозійної стійкості (це рішення змусило відмовитися від механізації нижнього крила та закрилка на користь зависаючого елерона, що негативно позначилося на злітно-посадочних характеристиках літака, тим більше, що АІ-25 не мав реверсу тяги).

### Проектування
Нове ДКБ приступило до роботи над ескізним проектом і почало будувати модель для випробувань в аеродинамічній трубі ЦАГІ. Аеродинамічний розрахунок показав: щоб возити 2000 кг корисного навантаження з ґрунтового майданчика завдовжки 550 м (як Ан-2) при вибраному двигуні, потрібно мати мінімальний коефіцієнт лобового опору Cхmin не більше 0,028. При продувці моделі отримали набагато більшу величину. Тоді почали доведення аеродинаміки моделі. Спочатку покращили спряження крила і фюзеляжу. З цього приводу О. В. Флоринський, в той час начальник відділу аеродинаміки АНТК імені Олега Антонова, згадував таке:
|  | Будучи у відрядженні в ЦАГІ, я побачив в лабораторії модель літака Ізмайлова І-711, в майбутньому M-15. Я був здивований деякими аеродинамічними огріхами і, будучи його другом, взяв у руки пластилін і почав ліпити залисини на стиках крила з фюзеляжем. В цей же час в ЦАГІ були й інші співробітники нашого ДКБ. Коли я повернувся з відрядження, Олег Костянтинович вже знав про мої «художества». Він подзвонив і з незадоволенням сказав мені, що я б краще так «вилизував» Ан-2. Я зайнявся Ан-2, але там нічого значного зробити не вдалося. Олег Костянтинович нічого не забув, і через пару місяців запитав, що ми зробили. Я відповів, що він свого часу так «вилизав» Ан-2, що нам після нього робити нічого. Інцидент було вичерпаний |

.
Незважаючи на всі старання, коефіцієнт лобового опору моделі залишався як і раніше неприпустимо великим, і представники молодого КБ стали зменшувати міделевий переріз всіх елементів конструкції, в першу чергу — хімбаків. Процес цей зайшов настільки далеко, що баки фактично втратили здатність виконувати свою основну функцію — вміщати задану кількість хімікатів. Тим не менш, отриману таким чином поляру ЦАГІ затвердив.
На початку квітня 1971 р. технічна рада МАП затвердила ескізний проект Р. А. Ізмайлова і рекомендули його до негайного запуску у виробництво в Польській Народній Республіці, в місті Мелець, під маркою M-15. 26 квітня 1971 р. між ПНР і СРСР був підписаний відповідний протокол. Робоче проектування мало розпочатися вже в Мелецьку. Перший політ першого дослідного літака планувався на 1972 р.
Одночасно з проектуванням літака, Варшавський Інститут Авіації і радянський ВНДІ ЗАНГ (ВНДІ ЗАНГ — Всесоюзний науково-дослідний інститут застосування авіації в народному господарстві. Тепер НПО «ПАНГ», м.Краснодар, Росія) побудували натурний агростенд для відпрацювання пневмотранспорта сипучих хімікатів — основного елементу майбутнього літака. На відкритому майданчику збудували аеродинамічну трубу відкритого типу. Як вентилятор використовували силову установку Ан-2 в кільці. В повітряний потік було поміщено нижнє крило майбутнього літака з хімбаками. Крило підняли на висоту близько 6 метрів, на якій воно повинно знаходитися при польоті над полем. Повітря, як і на майбутньому літаку, відбирався від двигуна АІ-25. На цій установці уточнювалася форма баків, яка раніше була визначена тільки з умов мінімізації аеродинамічного опору, вироблявся підбір поперечних перерізів повітряних каналів і розміщення патрубків, через які хімікати вистрілювали в атмосферу. Майданчик за крилом призначався для заміру ширини захоплення, рівномірності розсіву та кількості хімікатів на квадратному метрі поля. За ТТВ літак повинен був забезпечувати витрата від 20 до 200 кг сухих хімікатів на гектар. Отже, бак повинен був відповідно дозувати надходження гранул в повітряний канал.
У Варшавському Інститут Авіації збудували літаючу лабораторію на базі Ан-2, LaLa-1 (пол. Latajece Laboratorium 1 — літаюча лабораторія 1). Спереді літак нагадував Ан-2, ззаду — літак часів братів Райт. Двигун АІ-25 встановили у фюзеляжі, позаду хімбака. Повітрозабірник закріпили на правому борту фюзеляжу. Замість хвостовій частині фюзеляжу і оперення Ан-2 використовувалася ферма з труб, на якій кріпилося оперення майбутнього літака М-15, зроблене з елементів оперення Ан-2. Під нижнім крилом розташовувався канал прямокутного перерізу, куди висипалися хімікати з бака. LaLa-1 почав літати в лютому 1972 року, а в квітні був виконаний перший зліт з обома працюючими двигунами — і поршневим, і реактивним. З цього моменту LaLa-1 почав видавати інформацію про взаємодію реактивного струменя двигуна і шлейфу хімікатів з системи розсіювання. Вивчався також вплив реактивного струменя на посіви і поверхню поля. Польоти показали, що при досить високому розташуванні двигуна реактивний струмінь практично не впливає на поведінку хімікатів і не піднімає хмари пилу на ґрунтових майданчиках. Це дозволило зняти деякі критичні зауваження на адресу проекту.

### Випробування
Хоча керівництво Мінавіапрому дуже хотіло бачити літаючий M-15 ще в 1972 р., це бажання виявилося не підкріпленим реальними можливостями. Перший екземпляр М-15, який назвали «LaLa-2» або LLM-15, піднявся в повітря 30 травня 1973 року. Зовні цей літак був схожий, але в деяких дуже важливих деталях сильно відрізнявся від майбутнього серійного літака. Перш за все, на ньому була відсутня сільгоспобладання. Замість хімбаків стояли їхні макети (конструкція з ферм обтічниках, причому тієї ж форми, що й на продувочной моделі, а не такі, які були потрібні за результатами випробувань). Макети баків не мали ні заправної, ні розхідної горловин. Консолі крил були взяті від літака Ан-14М без будь-яких переробок. Для реєстрації параметрів польоту LLM-15 обладнали контрольно-записуючої апаратурою (КЗА). Головним завданням випробувань цієї літаючої лабораторії стало визначення її льотно-технічних характеристик, в тому числі поляри. Від цього залежала достовірність розрахунків економічної ефективності майбутнього літака. На жаль, отримана натурная поляра виявилася дуже далека від очікуваної. Мінімальний коефіцієнт лобового опору вийшов 0,045 замість передбачуваного 0,028, тобто на 60 % більше! А на серійному літаку він повинен був ще зрости — адже справжні хімбакі мали значно більший мідельний переріз.
Тим не менш, льотчик-випробувач Варшавського Інституту Авіації дав LLM-15 хорошу оцінку — пілотування просте, літак стійкий. Оскільки його маса була значно меншою розрахункової при експлуатації, а консолі були оснащені двохщілистими закрилками, то злітно-посадочні характеристики здалися льотчику вражаючими.
Коли ж отримали натурну поляру LLM-15 та серійної машини, стало ясно, що ні про яке зниження собівартості обробки одного гектара літаком M-15 в порівнянні з Ан-2 не може йти мови.
Перший політ першого серійного M-15 (заводський номер 1S001-02) відбувся 9 січня 1974 Він тривав 25 хвилин. Відразу після забирання закрилків виникла сильна тряска хвостового оперення. Льотчик-випробувач заводу вирішив завершити передбачений план польоту і сідати. В льотної оцінці він написав:
|  | Літак нагадував порожню яєчну шкаралупу в бурхливому Балтійському морі. |

Як виявилося пізніше, тряску провокували зриви потоку з хімбаків. При закрилках у злітному положенні вихори з баків йшли вниз — під оперення, і тряска не відчувалася. Для вироблення шляхів вирішення проблеми зібрали нараду, на якій було виявлено 16 відмінностей зовнішньої аеродинаміки літака M-15 від лабораторії LLM-15. Головною відмінністю були фактично інші хімбакі зі значно більшим міделевим перерізом, форма яких була обрана за результатами досліджень на агростенді. Стало очевидно, що ні про які нормальні випробуваннях літака мови йти не може до тих пір, поки не буде усунений зрив потоку з нових баків.
Поки за рекомендацією ЦАГІ на першому літаку доводили форму баків, обклеюючи їх пінопластом, 5 квітня злетів другий льотний екземпляр М-15 (заводський номер 1S001-03). Під час його польоту повторилося все те ж, що сталося з 1S001-02. Перший літак з доробленими баками виконав свій другий політ 10 квітня. Його баки, крило і фюзеляж були обклеєні ниточками. Літак піднімався в повітря, і з паралельно летить Ан-2 фотографувалося поведінку цих ниточок на різних швидкостях польоту і при різних положеннях закрилків. Якщо вони акуратно лягали по потоку — усе відмінно, а якщо вони опирались і плуталися — тут зрив потоку, це місце потрібно доводити. Були також виявлені гофри на обшивці, спотворення профілю нижнього крила, численні виступи і порушення аеродинаміки. Кожен політ використовувався для визначення Cх, який спочатку виявився рівним 0,055, тобто був на 22 % більше, ніж на LLM-15, і на 96 % більше, ніж було потрібно! В результаті вжитих заходів коефіцієнт опору вдалося знизити до 0,048. У цих роботах пройшли весь квітень і половина травня.
На початку травня 1974 року Мелець відвідала велика делегація з СРСР. Її очолював Дементьєв Петро Васильович. Дементьєв наказав намалювати графік проведення заводських випробувань M-15 з терміном закінчення до 7 листопада 1974 року. Програма включала в себе понад 180 польотів, і за решту 5 місяців виконати її було просто неможливо. Проте міністр ніяких заперечень не прийняв і такий графік затвердив. Заводські випробування, що проводилися на восьми літаках першої та другої серій, зайняли близько двох років. Вони зайняли більше 2000 польотів з сумарним нальотом близько 1300 год.
У травні 1974 р відпрацювання форми баків завершили і приступили до виконання наміченої програми заводських випробувань. Польоти для визначення характеристик стійкості і керованості показали, що при достатній флюгерній стійкості M-15 був нейтральний в поперечному відношенні. Для виправлення становища знадобилося встановити нові закінцівки верхнього крила — збільшеного розмаху і помітно відігнуті вгору. Це призвело до деякого зростання поперечної стійкості. У той же час, поперечна керованість літака, тобто ефективність елеронів, залишалася нижчою вимог — літак не досягав обумовленої з замовниками кутової швидкості крену. Доопрацювання для ліквідації цього недоліку були б занадто складними, а на безпеку польоту чи його економічність вплив визнали незначним, тому вирішили залишити як є. До випробувань на поздовжню стійкість приступили в липні 1974 р. після того, як на літаку 1S001-05 верхнє крило зсунули назад на 300 мм. Необхідність цього кроку була викликана зміною форми баків, а також розміщенням завантажувальних горловин в їх передніх верхніх частинах.
Гірше справа йшла зі злітно-посадочними та льотно-технічними характеристиками M-15. Маса порожнього літака виявився на 750 кг більше, ніж закладалося в розрахунки — 3150 кг замість 2400 кг. Довелося підняти максимальну злітна самудо 5650 кг, масу при рулінні до 5750 кг. Вага хімікатів при першому вильоті на полі був зменшений до 1800 кг замість 2200 кг. У наступних вильоти без дозаправки паливом можна було збільшувати вагу хімікатів на величину витраченого в попередньому вильоті палива, тобто якщо на перший політ до поля і повернення було витрачено 200 кг палива, то на другий виліт можна було завантажити вже 2000 кг хімікатів.
У збільшенні ваги порожнього літака була вина обох сторін — і конструкторів літака, і замовника, тобто Аерофлоту. Замовник вимагав встановити на М-15 додаткове пілотажно-навігаційне обладнання (автоматичний радіокомпас, радіовисотомір, короткохвильову радіостанцію і т. д.) в передбаченні сезонної міграції літаків з центральних районів у Середню Азію і назад. Конструктори ж, не маючи досвіду в проектуванні сільськогосподарського обладнання, прорахувалися. В результаті літак вийшов важчий. Згідно ж за вимогами Аерофлоту M-15 повинен був зберігати всі характеристики до так званих «розрахункових умов» — температури +30 °C і тиску 730 мм рт. ст. У цих умовах при максимальному злітній вазі 5650 кг злітна дистанція склала 750 м замість заданих 550 м. Витратний режим роботи двигуна при АХР, а отже — витрата палива, також виявився набагато вище розрахункового: замість очікуваних 250 кг/год вийшло 430—445 кг/год. Зниження характеристик двигуна при високих температурах зовнішнього повітря ще більше погіршило ситуацію. При температурах вище +25 °C відбувалося падіння тяги двигуна, а це вимагало підвищення режиму роботи для збереження швидкості на робочому ході. Льотчик в очікуванні набору висоти при закінченні ходу міг перевищити режим роботи двигуна, при якому дозволявся відбір повітря. В результаті часто відбувалося автоматичне виключення сільгоспобладнання до закінчення робочого ходу.
Без проблем пройшли випробування літака на великих кутах атаки. Завдяки автоматичному передкрилку по всьому розмаху верхнього крила (як на Ан-2 і Ан-14), M-15 не звалюється на крило при повністю відхиленому вгору кермі висоти.
Пілоти, які випробовували літак позитивно оцінили комфорт пілотської кабіни. Хороший огляд, незначні шум і вібрації, кондиціювання повітря створювали відмінні умови для роботи, особливо в спеку, характерну для деяких регіонів, де M-15 належало працювати. Система кондиціонування створювала невеликий надлишковий тиск в кабіні, що перешкоджало проникненню туди пилу і хімікатів.
В 1974—1976 рр. за програмою M-15 було виконано великий обсяг стендових і лабораторних випробувань. Випробування і продувки моделей проводились у Варшавському Інституті Авіації. Два натурних літака з першої десятки надійшли в ЦАГІ. На одному з них виконувалися випробування системи пожежогасіння — так звані «вогневі» випробування. А другий був поміщений в натурну аеродинамічну трубу Т-101 і продувався там (в тому числі з працюючим двигуном). Результати продувок збіглися з льотними випробуваннями, і фахівці ЦАГІ шукали можливість зниження коефіцієнта лобового опору, проте зробити що-небудь істотне їм не вдавалося.
В серпні 1975 р. три літаки були передані на Державні випробування в ДержНДІ ГА — один для визначення льотно-технічних характеристик і два — для випробувань сільгоспобладнання в варіантах для сипучих і рідких хімікатів. Випробування продовжилися до серпня 1976 року. У висновках «Акту за результатами Державних випробувань літака М-15у» було записано:
|  | 1. Розміри потрібного для експлуатації аеродрому не відповідають заданим (750 м в розрахункових умовах замість 550 м). 2. Дальність польоту для перегону літака не відповідає заданій (400 км замість 800 км). 3. Агротехнічні характеристики не відповідають заданим. 4. Очікуваний економічний ефект не досягнутий. |

Акт мав солідний додаток із переліком виявлених дефектів і недоліків, які слід було усунути і після цього пред'явити літак на контрольні випробування. Разом з тим, в документі було сказано, що по продуктивності M-15, «в основному», відповідає вимогам замовника, і містилася рекомендація продовжити роботу щодо його вдосконалення. Одночасно вказувалося, що розпочаті поставки M-15 в СРСР слід продовжувати з метою проведення експлуатаційних випробувань в підрозділах Аерофлоту.
Пригадується такий епізод, що мав місце на засіданні Державної комісії з випробувань. Один з авторів цього матеріалу І. Д. Бабенко, тоді консультант відділу льотних випробувань ОКБ в Мелца, доповідав комісії їх результати. Заступник міністра Громадянської авіації І. С. Розумовський поставив запитання: «Адже ви, здається, працівник КБ Антонова? Тоді скажіть нам, літак М-15 кращий за літак Ан-2?». Довелося шукати обтічну відповідь. «Мені доручено доповісти Вам результати випробувань з визначення льотних і злітно-посадочних характеристик літака М-15», — кажу йому. — Проводити порівняльний аналіз цих літаків в мої обов'язки не входило. Відповідь був прийнятий без коментарів.
Контрольні випробування M-15 проводились в червні 1977 року на літаку заводський номер 1S005-06 (бортовий номер CCCP-15598). Вони показали, що перелік недоліків вдалося значно скоротити, однак в основному за рахунок другорядних пунктів. Головні моменти, такі як ЗПХ, дальність польоту, економіка авіахімробіт, так і залишилися на незадовільному рівні. Незважаючи на це, Державіарегістр СРСР видав М-15 «Тимчасовий Сертифікат льотної придатності», а в Мелеці до того часу почалося багатосерійне виробництво літака.
У 1976 р. літак почав надходити в підрозділи Аерофлоту на експлуатаційні випробування. Робота проводилась під контролем ВНДІ ЗАНГ. З метою перенавчання льотного складу Аерофлоту в Мелеці один М-15 (бортовий CCCP-15215) переробили в двомісний варіант, організувавши на ньому замість кабіни супроводу кабіну інструктора. Літак перегнали до Львова на базу, де проходила передача збудованих в Польщі літаків Аерофлоту.
Як показали випробування, радянський агропром був абсолютно не готовий прийняти M-15 і нормально його експлуатувати. Поставлені завдання індустріалізації сільського господарства не було виконано. Хімікати як і раніше зберігалися просто неба, являли собою порошки і злиплі в грудки кристалічні речовини. Гранульовані хімікати не випускалися. Не було і відповідних завантажників. Польща пропонувала поставляти в СРСР разом з літаком і завантажувачі, зроблені на базі невеликих колісних екскаваторів, але отримала відмову.

## Технічний опис
Тип — спеціалізований сільськогосподарський літак суцільнометалевої конструкції, побудований за схемою «біплан». Екіпаж — один пілот.

### Фюзеляж
Фюзеляж — напів-монокок прямокутного перерізу. Одномісна кабіна пілота розташована в носовій частині і має вхідні двері по лівому борту. За кабіною пілота є відсік, де при перебазування літака можна розмістити двох техніків в сидячому положенні, комплект сільськогоспорадської апаратури в розібраному вигляді та інше обладнання (чохли та колодки). За відсіком передбачено місце для перевезення при перебазування наземного агрегату повітряного запуску двигуна АІ-9. Кабіна пілота і відсік мають систему кондиціонування повітря, яке відбирається від маршового двигуна, проходить через турбохолодильник і радіатор.

### Крило
Біпланна коробка крил складається з верхнього та нижнього крила двохлонжеронної конструкції, двох кессонів і двох розкосів між крилами. Верхнє крило має прямокутний центроплан і трапецієподібні відокремлені частини з підкосом. Профіль крила РІ-14 ЦАГІ — такий, як на Ан-2 і Ан-14. На центроплані встановлений щілинний закрилок. Відокремлені частини крила обслуговуються автоматичними передкрилками і зависаючим елеронів по всьому розмаху. Усередині верхнього крила розміщені 8 паливних баків. Нижня крило складається з двох консолей. Каркас крила з алюмінієвих сплавів, обшивка виконана з склопластику на епоксидній основі. Нижнє крило не має механізації, всередині нього проходить магістраль пневмотранспорту хімікатів. Форма в плані і профіль нижнього крила повторює від'ємну частину верхнього крила.

### Шасі
Шасі — трьохопорне, не складне, з носовою керованою стійкою. Всі опори типу важеля з масляно-повітряними амортизаторами. Основні колеса гальмівні, розміром 720×320 мм. Тиск в пневматиках — 3 кг/см². Носове колесо нетормозное, кероване, розміром 700×250 мм, тиск в пневматиках — 2,5 кг/см², максимальний кут відхилення 50° в кожну сторону, обладнано механізмом фіксації по осі симетрії в польоті.

### Хвостове оперення
Хвостове оперення кріпиться на двох консольних балках, які несуть два кіля невеликої стрілоподібності з рулями напрямку. Стабілізатор з кермом висоти по всьому розмаху спирається на верхні частини кілей. Стабілізатор і кілі двохлонжеронові, кермо висоти і праве кермо напряму обладнані триммерами. Балки, що несуть хвостове оперення, з'єднані з заднім лонжероном центроплану верхнього крила в місцях розташування хімбаков.

### Система керування
Система керування — механічна. Штурвальна колонка і педалі з'єднані з рульовими поверхнями тросами (в фюзеляжі) і жорсткими тягами (в крилі і хвостових балках). В елементах системи управління з метою підвищення корозійної стійкості не застосовуються літієві і магнієві сплави.

### Силова установка
Силова установка включає один двоконтурний турбореактивний двигун АІ-25 злітної тягою 1500 кгс, що є одночасно джерелом стисненого повітря для роботи сільськогосподарської апаратури. Двигун встановлений над фюзеляжем під центропланом верхнього крила. Запуск двигуна — повітряний від наземної допоміжної силової установки АІ-9.

### Паливна система
Паливна система самопливного типу з допоміжним насосом. Паливні баки-кесони (починаючи з літака заводський номер 1S006-01) загальною ємністю 1460 л розташовані у верхньому крилі. На літаках від 1S001-01 до № 1S005-10 встановлювалися м'які баки. Заправка — централізована, під тиском знизу.

### Гідросистема
Гідросистема включає встановлений на двигуні гідронасос, який забезпечує тиском гальма коліс основних опор шасі, управління передньою стійкою шасі, відкриття кришок заправних і розхідних горловин хімбаков (в тому числі при аварійному скиданні хімікатів), систему забирання-випуску закрилків і зависающих елеронів. Робочою рідиною є АМГ-10, тиск в гідросистемі — 150 кг/см². В аварійній ситуації використовуються два гідроаккумулятора.

### Електросистема
Електросистема включає встановлений на двигуні генератор змінного струму 115В/400 Гц, який живить електроенергією обладнання літака. У носовій частині фюзеляжу встановлено дві фари.

### Протипожежна система
Протипожежна система служить для сигналізації про виникнення загоряння у відсіках маршового двигуна і агрегаті повітряного запуску і для гасіння пожежі. Система сигналізації — електрична, що забезпечує можливість перевірки її працездатності. Система гасіння — фреонова, керована пілотом вручну.

### Авіоніка
Обладнання ділиться на встановлене постійно і тимчасово (тільки для перебазування). До складу постійно входять: покажчик швидкості УС-350, висотомір барометричний ВД-10, варіометр ВАР10-30, годинники АЧХО, авіагоризонт АГД-3, гіроіндукціонний компас ГИК-1М, покажчик температури зовнішнього повітря ТНВ, покажчик перевантаження, самописець режимів польоту КЗ-63, ультракороткохвильова радіостанція «Ландиш», прилади контролю двигуна і бортових систем, магнітний компас КИ-13А. При перебазування додатково встановлюються: радіовисотомір малих висот, короткохвильова радіостанція «Карат», автоматичний радіокомпас АРК-9, маркерний радіоприймач МРП-66, літаковий відповідач.

### Сільськогосподарське обладнання
Літак оснащений інтегрально встановленим сільськогосподарським обладнання, що складається з двох баків, каналу для сипучих хімікатів і трубопроводів відбору повітря від двигуна. Два баки, місткістю 1450 л кожен, виготовлені з склопластиків і розміщені ровні фюзеляжу між верхнім і нижнім крилами. Канал пневмотранспорта розміщений всередині нижнього крила і має уздовж його розмаху профільовані патрубки для виходу хімікатів. Устаткування для рідких хімікатів складається з штангового обприскувача і обертових розбризкувачів. Це обладнання встановлюється на зовнішній підвісці під нижнім крилом. Насос для рідких хімікатів має привід від повітряної турбіни, що працює від повітря, що відбирається від зовнішнього контуру двигуна. Обертові обприскувачі обертаються повітряною високошвидкісною турбіною, яка працює від внутрішнього контуру двигуна. При роботі з сипучими хімікатами в баки подається повітря від внутрішнього контуру двигуна для перемішування хімікатів з метою виключення їх зависання в баку. Для контролю за кількістю хімікатів баки оснащені гідравлічними вагами. Передбачений аварійний скид хімікатів з баків.

## Зняття з експлуатації
У травні 1979 року СРСР раптово повідомив Польщу, що кількість замовлених літаків скорочується до 250 замість 2500-3000, про які йшла мова раніше. Причину даного кроку було кілька:
- Агропромисловий комплекс СРСР не зміг підготувати наземну інфраструктуру до роботи з цим літаком. Він більше стояв на землі, ніж літав, оскільки хімікати не відповідали заданим вимогам, складів для їх зберігання не було, автонавантажувачів хімікатів теж не було. Аерофлоту довелося створювати для M-15 нову технічну базу. Різне паливо — отже, потрібно мати різні паливозаправники — для бензину і гасу. Акумулятори кислотні на Ан-2 і лужні на М-15 — потрібні дві акумуляторні і т. д. Аерофлот не хотів нести дані витрати.
- Ціна Ан-2 становила 70000 рублів і не змінювалася протягом багатьох років. Літак будувався десятиліття, глибоких модифікацій не було, отже, і витрати на конструктивні зміни не були потрібні. Ціна М-15, що закладалась в розрахунки становила 140000 рублів, проте до моменту закінчення випробувань вартість літака досягла 250 000 рублів. Крім того, ресурс до першого ремонту M-15 був встановлений 1500 год, а на Ан-2 — 2000 год. При тому, що вартість ремонту Ан-2 в СРСР була низькою і стабільною, а M-15 — практично непередбачуваною в той час. Збільшення цих цін негативно відбилося на собівартості льотної години M-15, в результаті вона перевищила відповідну величину для Ан-2 в 2,1-2,6 рази.
- В 1970-х рр. в світі вибухнула паливна криза. Ціни на паливо почали рости і в СРСР. Висока витрата палива двигуном 1 х АІ-25 — стала головним мінусом у M-15.
- В 1970-х рр. в СРСР раптом виступили ініціативу менше застосовувати літаки, а робити основну ставку на наземні засоби. Це, нібито, дає кращі агротехнічні результати.

Крім того, в 1980 році в Польщі значно погіршився економічний стан і почалися страйки під керівництвом профспілки «Солідарність». Посилилися антирадянські настрої, особливо після введення радянських військ в Афганістан. На цьому тлі проект M-15 піддавався сильній критиці, що не сприяло чіткій роботі заводу щодо забезпечення запчастинами та гарантійного обслуговування переданих Аерофлоту літаків.
Як умову закупівлі 250 літаків радянська сторона висунула категоричну вимогу довести літак до відповідності початковим технічним вимогам. Створилася тупикова ситуація: були потрібні значні матеріальні витрати, що при настільки малій кількості замовлених літаків призвело б до колосального збільшення їх ціни. Це було абсолютно безглуздо з економічної точки зору, і в 1980 році було вирішено припинити виробництво M-15, використавши вже вироблені деталі.
У 1979—1983 рр. між Аерофлотом і заводом в WSK Mielec велися переговори про капремонт. Проблемою була його вартість. На думку радянських фахівців, вона була занадто висока. Так ні до чого не домовившись ні з питання капремонту, ні з подовження ресурсу, при скороченні замовлення та необхідності значних вкладень в наземну інфраструктуру сільгоспавіації, в 1983 році Аерофлот ухвалив рішення про припинення польотів на М-15 і утилізації цих машин. До цього моменту у Львові, на базі передачі літаків Аерофлоту, перебували абсолютно нові М-15. Вони так і не потрапили в аеробригади і були порізані на місці.

## Експлуатанти
PZL M-15 експлуатувався в таких місцях:
- В Майкопі — 317-й авіазагін (АТ). Близько 75 літаків літали до 1983 року. Загальний наліт становив близько 50 тисяч годин. Багато літаків вилітали ресурс до першого ремонту, встановлений в 1500 льотних годин. Найбільший річний наліт борту 378 год, а середній наліт дорівнював 260 год. Середній денний наліт становив 2,9 год при 5 год у Ан-2 (дані за 1978—1979 рр.).
- В Полтаві базувалось 7 літаків, літали тільки рік. Загальний наліт був близько 150 год.
- В Воронежі базувалось 6 літаків. Середній денний наліт становив 3,6 год при 5,7 год у Ан-2 (дані за 1978—1979 рр.);
- в П'ятигорську базувалось 22 літаки. Середній денний наліт становив 3,5 год при 5,2 год у Ан-2 (дані за 1978—1979 рр.).

## Цікаві факти
- Через дивний вигляд і виття реактивного двигуна літак отримав неофіційну назву «Belphegor» по імені демона Бельфеґора. Ім'ям Бельфеґор вперше охарактеризував зовнішній вигляд M-15 польський пілот Andrzej Abłamowicz під час презентації його в 1977 році на Міжнародному авіасалоні аеронавтики і астронавтики в Парижі.
- PZL M-15 єдиний реактивний сільськогосподарський літак та єдиний реактивний біплан.

## Збережені екземпляри
За даними на вересень 2014 року збереглося 4 екземпляри літаків типу PZL M-15 Belphegor.
| Серійний номер | Заводський номер | Бортовий номер | Короткий опис | Фотографія |
| -------------- | ---------------- | -------------- | --- | ---------- |
| 06-03          | 1S006-03         |                | Один з експонатів Музей польської авіації в Кракові. При транспортуванні в музей був пошкоджений. Під час виконання ремонтних робіт було використано хвіст з M-15 заводських номер 1S006-01. Знаходиться в музеї з 14 липня 1981 року. |            |
| 13-01          | 1S013-01         | CCCP-15105     | Списаний 27 грудня 1983 року відповідно до наказу МГА № 239 — через відпрацювання загального терміну служби. Один з експонатів Центрального музею Військово-повітряних сил РФ в місті Моніно.                                          |            |
| 14-17          | 1S014-07         | CCCP-15154     | Списаний 23 листопада 1983 року відповідно до наказу МГА № 218 — через відпрацювання загального терміну служби. Один з експонатів у Головному галузевому музеї історії цивільної авіації в аеропорту Баратаєвка міста Ульяновськ.      |            |
| 19-10          | 1S019-10         | CCCP-15187     | Списаний 18 березня 1985 року відповідно до наказу МГА № 52 — через відпрацювання загального терміну служби. Один з експонатів Музею авіації Повітряних сил Угорщини у місті Сольноку.                                                 |            |

## Катастрофи та аварії
За даними на вересень 2014 року в аваріях та катастрофах було втрачено 5 літаків типу PZL M-15 Belphegor.
| Дата       | Бортовий номер | Місце катастрофи                                       | Жертви | Короткий опис |
| ---------- | -------------- | ------------------------------------------------------ | ------ | --- |
| 09.09.1977 | CCCP-15219     | Полтавська обл., Карлівський р-н., c.Голобородьківське | 1/1    | Під час зльоту для проведення авіахімічних робіт пілот Кобушко Віктор Олександрович не випустив закрилки в результаті чого літак не зміг нормально злетіти і зіткнувся з лісосмугою. Пілот отримав важкі травми та помер у лікарні через 1 годину 20 хвилин після катастрофи. |
| 07.29.1978 | CCCP-15104     | Майкоп                                                 | ?/?    | Потрапив в аварію (Наказ МГА від 27 грудня 1978 № 169 — авіаційна пригода). |
| 04.05.1982 | CCCP-15161     | Майкоп                                                 | 0/0    | Отримав пошкодження при зльоті. Списаний, наказ МГА від 28 червня 1983 року № 114 — незадовільний технічний стан. |